# 3864 Soren
3864 Soren је астероид главног астероидног појаса чија средња удаљеност од Сунца износи 2,603 астрономских јединица (АЈ).
Апсолутна магнитуда астероида је 13,5.